# Zeitfenster – Biennale Alter Musik
zeitfenster – Biennale Alter Musik war ein von 2002 bis 2014 als Biennale durchgeführtes Festival für Alte Musik in Berlin. Jeweils acht Tage wurde – vor allem im Konzerthaus Berlin – Alte Musik im Blick auf gegenwärtige Fragen dargeboten.

## Geschichte
Jedes zeitfenster hatte ein Thema, welches inhaltlich den Rahmen für die Auswahl von Musik und Interpreten vorgab. Daneben gab es die Rubriken fokus und spezial. In zeitfenster fokus stellten große Interpreten ihr Instrument vor. Im zeitfenster spezial wurde ein besonderer Aspekt der Alten Musik schlaglichtartig erhellt und vielschichtig und genussvoll auf seinen Gegenwartsbezug untersucht.
Veranstalter und Organisatoren der Biennale waren das Konzerthaus Berlin in Zusammenarbeit mit Uhde & Harckensee MusikManagement aus Berlin. Der Hauptstadtkulturfonds unterstützte das Projekt finanziell.

## Diezeitfensterund ihre Themen

### zeitfenster I (2002) – Thema: Spanien
machte die reichhaltige und lebendige Musiktradition der iberischen Halbinsel erfahrbar. Von den Liedern mittelalterlicher Pilger über die Welturaufführung einer rekonstruierten barocken Zarzuela bis hin zum Flamenco reichte das Spektrum. Im fokus stand das Streichquartett, das spezial drehte sich um die Fragen: Passen moderne Medien und Alte Musik zusammen? Wie kann man die ursprüngliche emotionale Wirkung der Musik für ein heutiges Publikum wieder erlebbar machen?

### zeitfenster II (2004) – Thema: Klang der Ferne
brachte die Bandbreite menschlicher Stimmen und die Vielfalt kultureller Wurzeln zu Gehör. Im fokus wurde das Besondere der Barockgeige erfahrbar. Die hauchdünne Linie zwischen Leben und Tod war Thema des spezials. Im ehemaligen Postbahnhof trafen Alte und Neue Musik, Licht und Schatten, Erleben und Erinnerung in einem szenischen Projekt zusammen. Der Mythos vom Gang in die Unterwelt wird wohl immer aktuell bleiben; das Orpheus-Projekt brachte Jugendliche und eine Barockoper zu diesem Thema zusammen.

### zeitfenster III (2006) – Thema: Neue Deutsche Welle
beschäftigte sich mit deutschen Komponisten wie Heinrich Schütz, die zu den italienischen Avantgardisten pilgerten, neuste musikalische Entwicklungen dort studierend. Nur kurze Zeit später versuchten die Deutschen, das Gelernte in der eigenen Sprache umzusetzen. An der Wende zum 17. Jahrhundert fand eine musikalische Revolution statt: erstmals hatte die Sprache Vorrang vor der Musik, die Voraussetzungen für die Entstehung der Oper wurden geschaffen, eine frühe neue deutsche Welle rollte an. Im fokus spielten drei der besten Lautenisten der Welt Musik des größten Lautenvirtuosen und -komponisten aller Zeiten: John Dowland. Das spezial präsentierte eine zeitgenössische Fassung der ersten deutschsprachigen Barockoper Dafne und feierte in einer langen Nacht den 350. Geburtstag Marin Marais. In einer neuen Reihe stellte zeitfenster Filme vor, die sich in besonderer Weise mit Alter Musik beschäftigen.

### zeitfenster IV (2008) – Thema: Grüne Woche
richtete seine Aufmerksamkeit der Musik im Kontext christlicher Rituale. Was stiften diese Töne heute noch an Sinn und Bedeutung? Musik für die Woche vor Ostern – der grünen, Grün von gronan (greinen, weinen) – bot Gelegenheit zur Rückbesinnung auf alte Rituale mit Musik aus vier Jahrhunderten. Aufgeführt wurde u. a. die Brockes-Passion von Georg Philipp Telemann. Im fokus führten vier der besten Cembalisten der Welt in die Welt des Cembalos ein. Das spezial thematisierte barocke Kulturfinanzierung. Ohne die großen italienischen Adelsfamilien wäre die Erfolgsgeschichte der Oper nicht möglich gewesen. Eine „Italienische Nacht“ feierte abschließend auch andere italienische Errungenschaften.

### zeitfenster V (2010) – Thema: Fallstudien
nahm Hybris, Selbstüberschätzung und Realitätsverkennung ins Visier. Aufstieg und Fall – story of our life, drum hat man in der Kunst so viel Freude dran. Zum Lernen oder/und nur Vergnügen: Menschliche Tragödien in feinster Musik. Im zeitfenster fokus stand die Viola da gamba im Mittelpunkt, das zeitfenster spezial widmete sich der Affektheischerei.

### zeitfenster VI (2012) – Thema: The next generation
ging im April/Mai 2012 anlässlich von „10 Jahre zeitfenster“ den Leitfragen nach: Was oder wer bewegt sich noch in der Alten Musik? Was gibt es zu entdecken: neues Repertoire, innovative Interpretationsansätze, andere Aufführungsformen, unbekannte Musikanten?

### zeitfenster VII (2014) – Thema: Avantgarde! Avantgarde?
nahm im März/April 2014 den 300. Geburtstag von Carl Philipp Emanuel Bach zum Anlass, um die Musikgeschichte nach dem Wesen der Avantgarde zu befragen: Was macht die Musik aus, die im Rückblick als Avantgarde begriffen werden kann? Ist der Jubilar als „Originalgenie“ nicht der Prototyp eines Avantgardisten?